# Ctenodactylini
Ctenodactylini es una tribu de coleópteros adéfagos de la familia Carabidae.
Es neotropical, con un género llegando al Neártico. Hay 115 especies en 18 géneros.

## Géneros
Tiene los siguientes géneros:
- Alachnothorax
- Amblycoleus
- Antipionycha
- Asakalaphium
- Ctenodactyla
- Dinopelma
- Hexagonia
- Leptotrachelon
- Leptotrachelus
- Oilea
- Omphreoides
- Parapionycha
- Pionycha
- Plagiotelum
- Propionycha
- Pseudometabletus
- Schidonychus
- Teukrus
- Wate